# Marc Camoletti (Architekt)
Marc Camoletti (geb. 12. August 1857 in Cartigny GE; gest. 13. Dezember 1940 in Genf) war ein Schweizer Architekt.

## Ausbildung und Leben
Camoletti studierte Anfang der 1880er-Jahre an der École des Beaux-Arts in Paris und arbeitete dort im Atelier von Louis-Jules André. Nach seiner Rückkehr in die Schweiz wurde er von 1884 Partner seines älteren Bruders John, mit dem er bis zu dessen Tod 1894 das Büro führte, danach arbeitete er alleine, bis er 1918 seinen Sohn Jean hereinnahm. 1926 schied er aus dem Berufsleben aus.
Camoletti schuf seine meist sehr repräsentativen Bauten – Luxuswohnungen und -hotels, Schulhäuser, Hauptpostämter, das Musée d’art et d’histoire – in einem opulent orchestrierten Beaux-Arts-Stil des Späthistorismus. Neben Genf bzw. der Romandie war er in Frankreich und in Kairo tätig, dort plante er Kasinos und Hotels.
Camoletti war Genfer Grossrat, eidgenössischer Experte für Zeichnen im Berufsschulunterricht, Gründungsmitglied der französischen Handelskammer und des Berufsverbands der Architekten des Kanton Genf.

## Werkauswahl
Büro Marc Camoletti
- Immeuble de luxe, Quai Wilson 43, Genf 1894–96
- Immeuble du commerce et d’habitation, Rue de Fribourg, Genf 1897–99
- Gemeindesaal, Cartigny 1900
- École des Cropettes, Genf 1901–02
- École de mécanique, Genf 1903–04 (heute École d’ingenieurs)
- Musée d’art et d’histoire, Genf 1903–10
- Immeuble du commerce et d’habitation, Rue de la Corraterie 5–7, Genf 1904–05 (heute SBB)
- École de Chêne-Bourg, Genf 1904–05
- Hôtel National, Anbau Nordflügel, Genf 1905
- Immeuble d’habitation, Rue Sénebier 4, Genf 1906
- Postgebäude, Rue du Stand, Genf 1907–10
- Hôtel Métropole, Umbau, Genf 1916
- Immeuble d’habitation, Rue de Rive 2–6, Genf 1923–24